# Wilhelm Adolf Scribonius
Wilhelm Adolf Scribonius (* 1550 in Marburg; † Dezember 1600 in Korbach) war ein Philosoph, Mediziner und Lehrer. Er trat auch als Hexentheoretiker in Erscheinung.

## Leben
Ungefähr im Jahre 1550 soll Wilhelm Adolf Scribonius (= latinisierte Form von 'Schreiber') in Marburg geboren worden sein. Sicher ist jedenfalls, dass er an der Philipps-Universität Marburg promoviert wurde. Danach lehrte er noch einige Zeit in Marburg Philosophie, speziell die Logik, bevor er im Jahre 1581 nach Korbach ging. Hier übernahm er die Aufgabe, die dritte Klasse des zwei Jahre zuvor gegründeten Gymnasiums in Korbach zu leiten und vor allem Logik zu unterrichten.
Der Wunsch Scribonius' nach Korbach zu gehen, hängt offenbar damit zusammen, dass er ein Anhänger von Petrus Ramus war. Denn gerade in Korbach hatte man sich vorgenommen, dessen Lehren zu unterrichten, und sich schon im Jahre 1580 darum bemüht, Rudolf Goclenius d. Ä. an das neue Gymnasium zu holen, da dieser als im Ramismus versiert galt; diese Absicht scheiterte freilich am Veto des Landgrafen von Hessen. Scribonius konnte also sicher sein, dass er ramistische Thesen im schulischen Unterricht vertreten durfte. Vielleicht hat Rudolf Goclenius der Schule sogar Wilhelm Adolf Scribonius empfohlen, denn es wird vermutet, dass beide befreundet waren; sicher ist jedenfalls, dass sie sich kannten.
Neben der Logik unterrichtete Scribonius auch noch zeitweise die Fächer Physik und Ethik am Korbacher Gymnasium.
Da damals das Gehalt eines Lehrers nicht oder nur kaum ausreichte, sich einen gewissen Lebensstandard zu leisten, arbeitete Scribonius als studierter Mediziner auch als praktischer Arzt in Korbach.
Da Scribonius bis zu seinem Tod in Korbach geblieben ist, obwohl er niemals verheiratet war, ist anzunehmen, dass er hier eine Heimat gefunden hat.

## Werk und Bedeutung
Das Werk von Wilhelm Adolf Scribonius ist relativ umfangreich. Er schrieb medizinische, philosophische,  naturwissenschaftliche und theologische Schriften. In den meisten seiner Schriften versuchte er jedoch – unabhängig vom Themenkomplex – die Lehren des Petrus Ramus entweder zu erläutern bzw. fortzuführen oder sie anzuwenden. Er kann also als ein überzeugter Anhänger des Ramismus gelten.
Im Folgenden sollen einige Beispiele für seine schriftstellerische Tätigkeit aufgeführt werden:

### Sein wichtigstes Werk im Bereich der Philosophie
- Seine bedeutendste philosophische Schrift trägt den Titel Triumphans Logica Ramea, worin er sich der Logik des Petrus Ramus zuwendet. Aber, obwohl der Titel etwas anderes suggeriert, lobt er diese nicht nur, sondern er versucht sie sogar noch zu ergänzen und zum Teil auch zu berichtigen. Hieraus wird deutlich, dass Scribonius nicht nur ein 'Nachbeter' der Ideen anderer ist, sondern durchaus bemüht ist, weiterführende, eigenständige Gedanken zu entwickeln und diese auch plausibel darzulegen.

### Beispiele für Schriften für den Schulunterricht
- 1585 erschien seine naturwissenschaftliche Schrift Rerum naturalium doctrina methodica, die schon alleine durch ihren klaren Aufbau und durch die Verwendung von Abbildungen als didaktisch durchstrukturiertes Werk gelten muss. Er erläutert hierin nicht nur die Geschichte der Entwicklung der Naturwissenschaften sehr anschaulich, sondern reflektiert den Stand der Erkenntnis seiner eigenen Zeit auch durchaus kritisch. Dass es sich bei dieser Schrift um ein Lehrwerk handeln muss, zeigt sich beispielsweise auch daran, dass er Theorien, die er in ausführlicheren, mehr wissenschaftlich angelegten Werken dargelegt hat, hier in einer zusammengefassten, einfacheren Form präsentiert.
- Aus dem Jahre 1596 gibt es die kleine theologische Schrift Idea Sacrosanctae Theologiae.

### Beispiele für naturwissenschaftliche Schriften
- In seinen astronomischen Büchern Isagoge Sphaerica Methodice Proposita (1581) und Disciplina Sphaerica Methodice Tradita (1591) vertritt er die These, dass die Lehre von den Gestirnen, Planeten, Monden usw. der wichtigste Teilbereich der Physik sei.

### Medizinische Werke
- Dass er sich sehr als Korbacher fühlte, zeigt ein kleines Handbuch zur Pestbekämpfung: Bedenken und kurzer Bericht von der greulichen Pest des verschiedenen 97. und noch laufenden 98. Jahres. Zu Nutzen der löblichen Gemeinen Stadt Corbach publicirt. Er riet hierin seinen Mitbewohnern, eine Eindämmung der Seuche dadurch anzustreben, dass sie Feuer abbrennen und in diese Kräuter werfen sollten. Ob die Korbacher jedoch das Gefühl hatten, dass die gelehrten Ratschläge von Scribonius hilfreich seien angesichts der Tatsache, dass im Jahre 1597 laut Kirchenbuch etwa 500 Menschen, im Jahre 1598 etwa 180 Menschen und 1599 noch einmal fast 150 Menschen den Tod durch die Pest fanden, muss offenbleiben – immerhin ist ja ein deutlicher Rückgang der Sterberate erkennbar.
- Mit der medizinischen Schrift Idea medicinae secundum logicas theses acc. de inspectione urinarum contra eos, qui ex qualibet urina de quolibet morbo judicare volunt etc., die 1584 in Lemgo erschien und dann gleich ein Jahr später noch einmal in Basel, erlangte er auf dem Gebiet der Medizin durchaus zu einigem Ansehen. Er greift hierin die Uroskopie nach dem Vorbild Galens und der arabischen Medizin an.

## Der Hexentheoretiker Scribonius

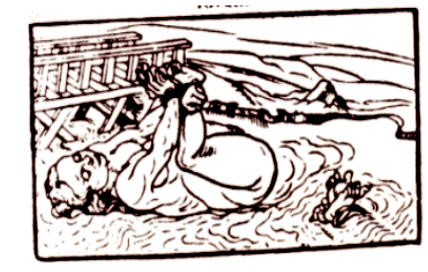
Das Hexenbad in einem Ausschnitt aus dem Titelblatt des Hexentraktates von Hermann Neuwalt, Helmstedt 1584

Seit dem Jahre 1583 betätigte sich Scribonius als Hexentheoretiker. Dabei befasste er sich fast ausschließlich mit der Behauptung und dem Nachweis, dass die Durchführung des alten Gottesurteils der Wasserprobe, die im Zusammenhang mit der Hexenverfolgung gerne auch als Hexenbad bezeichnet wurde, rechtmäßig und vor allem wirksam sei. Bis heute gilt er als der vehementeste Verteidiger dieser Hexenprobe, die insgesamt mehr Ablehnung von offizieller Seite erfuhr als jedes andere Element der Hexenprozesse. Fast alle Anhänger der Hexenlehre, zu denen Scribonius auch zu rechnen ist, lehnen die Rechtmäßigkeit der Wasserprobe ab. Allerdings erfreute sie sich bei den unteren Gerichtsinstanzen und im Volke großer Beliebtheit. Scribonius wollte nun der ganzen Sache ein gelehrtes Fundament geben, worauf viele Gelehrte gegen ihn argumentierten. So trat als einer der ersten sein Marburger Kollege – und möglicherweise auch Freund – Rudolf Goclenius in einer Schrift gegen ihn an. Später folgten dann weitere Autoren, wie z. B. Hermann Neuwalt oder Johannes Ewich. Kaum ein Autor, der auch nur am Rande das Thema des Hexenbades streift, versäumt es, auf Scribonius zu verweisen, und das ist bis heute – also auch im Rahmen der Aufarbeitung der Geschichte der Hexenverfolgung – so geblieben.
Wie Scribonius gerade auf das Thema Hexenbad gekommen ist, beschreibt er in seiner ersten, noch recht kleinen Schrift zu diesem Problem, nämlich in dem Sendbrieff / Wilhelm Adoph Scribonij von Marpurg / Von erkundigung und Prob der Zauberinnen durchs kalte Wasser.: „Wolweise unnd hochgelahrte Herrn Burgermeister / Als ich den fünff und zwanzigsten tag deß Herbstmonats / bey euch zu Lemgow ankame / sind zwen tag hernach / gerade an Michaelis abendt / auff erkandtnuß des Raths / drey Zäuberinnen wegen ihre vielfaltigen unnd greuwlichen mißhandlung mit Feuwer von leben zum todte gebracht. Desselbigen abends auch sind wiederumb drey / so von den obgemelten als jr mitgenossen und rottgesellen angegeben / von den Stadtdienern aufgegriffen / und ins Gefengniß gelegt / folgendes tages aber / fast umb zwey uhr nach mittag / sind sie vor dem Stadtthor / zu mehrer erforschung der warheit / auff das Wasser gebunden / die kleider abgezogen / auff folgende weise aber war das binden also angeschlagen: Die rechte handt war an den lincken grossen Zehen / und wiederumb die lincke hand an den rechten grossen zehen verknüpffet / daß sie sich mit dem gantzen leibe gar nicht regen kondten / Darauff in beywesen etlicher tausend Menschen / sind sie in das Wasser geworffen / und ein jede zu drey malen / aber gleich wie ein holtz oder block oben geschümmet / unnd keine undergegangen.“
Er selbst habe sich zunächst „auffs hefftigste ob diesem neuwen gebrauch verwundert“, der hier in Lemgo zur Anwendung kam, zumal er „an anderen orthen Teutschelandes unerhört“ sei. Er bemühte sich vor Ort Gründe und Ursachen für diesen Brauch zu erfahren, „aber ich habe nichts gewisses erlehrnen können / sondern hab verstanden / die sage mehr gehe / es sey dieser gebrauch auß etlicher Völcker erfahrung und warnemmen / vorschienen Sommer eingerissen / daß alle die so Hexen und Zauberinnen / seyn / oder etlicher anzeigung halben / in verdacht stehen / als wüsten sie umb dieselben Kunst / unnd werren mit in dem Rotte / auff diese weise examiniert werden / unnd die oben schwimmen / achtet man für schuldig / die aber undersincken / seyn frey unschuldig und ohne fehl.“ Doch dann war sein Interesse geweckt, wohl auch durch die Bitte des „Wolweisen unnd hochgelahrten Herrn Burgermeister / im beywesen anderer Herren des alten Raths“, ob nicht Scribonius ihnen etwas über die Ursache dieses Phänomen sagen könne.
Auch nachdem er sich nun intensiv mit der Sache befasst hat, muss er zugeben, dass „die Sache zumal wunderbar unnd seltsam ist“. Dennoch glaubt er keineswegs, „daß sie so geschaffen sey / daß wir sie mit unserer vernunnfft nicht ergreiffen könen.“
Zunächst einmal führt er an, wer sich nach seinen Recherchen schon alles mit diesem Phänomen beschäftigt hat.
- Aus der Gruppe der Hexentheoretiker kann er auf Johann Weyer verweisen, der die Wasserprobe ablehnt. Allerdings sieht Scribonius „keinen gewissen beweiß / damit er seinen meinung verthedigen und schirmen wil.“
- Im Bereich der juristischen Schriften ist er offensichtlich bei seiner Suche sehr erfolgreich gewesen. Er scheint vor allem mittelalterliche und spätmittelalterliche Texte gefunden zu haben, die ihm die Verbindung von Hexenbad und dem Gottesurteil der Wasserprobe aufzeigen.
- Sogar den antiken Schriftsteller Plutarch kann er als Gewährsmann anführen: „Ferner meldet Plutarchus / daß in der Insula Ponto etliche Leuthe wohnen / welche die verbottene unnd ubernatürliche zauberkunst ganz und gar wissen / werden aber darbey erkandt /dz sie in einem Auge ein gestalt eines Pferdes / in dem anderen zwey Augapffel haben / welche auch keines weges können unter das Wasser gesenckt werden / ob sie wohl mit einer Rüstung verschweret unnd belegt werden.“

Ganz zufrieden mit den gefundenen Belegen und Erklärungen für das Phänomen der Wasserprobe scheint er nicht zu sein, denn er macht sich nun im folgenden Abschnitt seines Briefes daran, die ganze Sache durch eigene Überlegungen philosophisch und naturwissenschaftlich zu untermauern. Allerdings macht er dies unter der Prämisse, dass die Inhalte der Hexenlehre und die allgemein verbreitete Vorstellung von Gestalt, Macht und Auftreten des Teufels richtig sind. Dies wird deutlich, etwa wenn er folgendermaßen argumentiert:
- „Schliesse ich derhalben / daß von stand an wenn die Zauberinnen mit dem Teuffel kundschafft und gesellschafft machen / ire vorige eigenschafft / stand und wesen verlieren / belangend auch die innerliche form / sind sie gar ander Leuthe als sie vorhin waren / bekommen eine newe gestalt. Also zwar können die Hexen beschrieben werden / daß sie Leuth seyn / welche von dem Teuffel / der sie besessen hat / ihren theil haben. Denn der böse Engel / der ein Geist unnd herrscher in der Lufft / […] / hat der Weiber ihr hertz unnd andere Gliedmasen also eingenommen / daß er durch die gantze Substantz und deren aller theile wesentlich außgespreyet ist […].“

Am Ende kommt er – wie eigentlich bereits nach den wenigen hier zitierten Textstellen zu erwarten war – zu folgendem Ergebnis: „Derhalben sehe ich nun nicht / was für ungereimet ding darauß erfolge / wenn ich sage / die Hexen werden durch Geistliche Leichte (Teuffelische meine ich aber) oder von der Lufft auffwarts gezogen / oder oben auff dem Wasser erhalten […].“ Warum der Teufel jedoch zulasse, dass 'seine Hexen' auf diese Weise identifiziert und daraufhin verbrannt würden, sei ganz einfach: „Dieweil denn kein sterblicher Mensche die Teuffel so Geister sind / oder ihre Substanz sehen kann / denn sie sind unsichtbar unnd unbegreifflich / als hat der Teuffel diesen gebrauch der Purgation gleichsam ein bequem unnd füglich Mittel getroffen / welches die Leuthe sehen können / damit dennoch / weil sein wesen unnd Cörper verborgen / sein wille unnd werbung erkandt werde.“
„Nach fleissiger erwegung dieser Sachen allzumal“, kommt Scribonius zu folgendem Ergebnisse: „Wolweise und hochgelahrte Herrn Bürgermeister / es sey unfüglich / daß man diesen eweren gebrauch zu Lemgow / mit der erkundigung der Zauberinnen durchs kalte Waser verachten unnd für nichtig halten wolte.“
(Zitate stammen aus einem Exemplar der Universitätsbibliothek Marburg: Sendbrieff / Wilhelm Adoph Scribonij von Marpurg / Von erkundigung und Prob der Zauberinnen durchs kalte Wasser (1583), in: Hermann Neuwald, Bericht von erforschung / Prob und erkänntniß der Zauberinnen durchs kalte Wasser / in welchem Wilhelm Adolph Scribonij meynung wiederleget / unnd von ursprung / Natur und Warheit dieser […] Purgation gehandelt wirdt […], in: Abraham Sauer (Hrsg.), Theatrum de veneficis. Das ist: Von Teuffelsgespenst, Zauberern und Exempel / bewärten / glaubwürdigen / Alten und Newen Scribenten / was von solcher jeder zeit disputiert und gehalten worden / mit sonderem fleiß […] an Tag geben. […], Frankfurt a. M. 1586, S. 230–235.)